# Deutsche Gesellschaft für Internationale Zusammenarbeit

Logo GIZ

GIZ - Deutsche Gesellschaft für Internationale Zusammenarbeit (Agência Alemã de Cooperação Internacional) é uma empresa privada internacional fundada em 1975 por Erhard Eppler e tem hoje como principal acionista o governo federal alemão.
A empresa é especializada em projetos de cooperação técnicos e de desenvolvimento sustentável em escala mundial.
Sua sede fica na cidade alemã de Eschborn.